# Batalla de Köse Dağ
La batalla de Köse Dağ fue un enfrentamiento militar ocurrido el 26 de junio de 1243 entre las tropas mongolas dirigidas por el general Baiju, y las del Sultanato de Rum, acaudilladas por el mismo sultán Kaikosru II. El encuentro, que tuvo lugar en el desfiladero de Köse Dağ, entre las ciudades de Erzincan y Gümüşhane (Turquía), se saldó con una decisiva victoria mongola.

## Antecedentes
Durante el reinado del kan Ogodei, los selyúcidas de Anatolia ofrecieron su amistad y un modesto tributo a su general Chormagan. Pero con el acceso al trono turco de Kaikosru II, los mongoles comenzaron a presionar al sultán para que marchase personalmente a Mongolia, entregase rehenes y aceptase un darugachi mongol.

## La batalla
Dirigidos por Baiju, los mongoles atacaron el Sultanato selyúcida de Anatolia en el invierno de 1242-1243 y se hicieron con la ciudad de Erzurum. Kaikosru II hizo llamar inmediatamente a sus vecinos para que contribuyesen con tropas para resistirse a la invasión. El Imperio de Trebisonda envió un destacamento, y el sultán contrató un grupo de mercenarios francos. Unos pocos nobles georgianos como Shamadavle de Ajaltsije se le unieron también, pero la mayoría de los georgianos fueron obligados a combatir junto a sus señores mongoles.
La batalla decisiva se libró en Köse Dağ el 26 de junio de 1243. Las fuentes primarias no registran el tamaño de los ejércitos enfrentados, pero sugieren que los mongoles se enfrentaban a una fuerza numéricamente superior. Baiju desoyó el prudente aviso de sus oficiales georgianos en relación con el tamaño del ejército selyúcida, indicando que no daba para nada valor al número de enemigos: «cuantos más sean, mayor será el triunfo y mayor será el botín que consigamos», respondió.
Los mongoles derrotaron a los selyúcidas y sus aliados y se apoderaron de las ciudades de Sivas y Kayseri. El sultán huyó a Antalya, pero posteriormente se vio obligado a firmar la paz con Baiju y pagar un oneroso tributo al Imperio mongol.

## Consecuencias
La derrota turca dio paso a un período de agitación en Anatolia y condujo directamente a la decadencia y desintegración del Sultanato de Rum en múltiples beylicatos. El Imperio de Trebisonda se convirtió en un estado vasallo del Imperio mongol, y el poder real en la península pasó a ser ejercido por los mongoles. Tras un largo lapso de tiempo de fragmentación, Anatolia acabaría siendo unificada por la dinastía osmanlí.